# Serpentipora africana
Serpentipora africana är en mossdjursart som beskrevs av Brood 1976. Serpentipora africana ingår i släktet Serpentipora och familjen Diastoporidae. Inga underarter finns listade i Catalogue of Life.